# Edra Aeronautica
EDRA Aerotecnica est une entreprise brésilienne, installée à Ipeúna au Brésil à 150 km au nord de São Paulo, et fondée en 1986 par André de Reynier.
EDRA Aerotecnica est le représentant exclusif de Schweizer, Comco Ikarus (en) et Dynamic WT9 pour le Brésil, elle dispose d’un centre de formation au pilotage, d’une station-service pour avions légers agréée pour l’entretien des moteurs Lycoming et Rotax, et d’un atelier assurant la production des kits de montage du SMAN Petrel et de ses dérivés : Edra Petrel, Edra Super Petrel, Edra Paturi.